# Port lotniczy Gregorio Luperón
Port lotniczy Gregorio Luperón (IATA: POP, ICAO: MDPP) – międzynarodowy port lotniczy położony w mieście Sosúa koło miasta Puerto Plata (Dominikana).

## Linie lotnicze i połączenia
- AeroGal | Guayaquil, Quito
- Aeronaves Dominicanas | Santiago
- Air Berlin | Düsseldorf [sezonowo], Monachium [sezonowo]
- Air Canada | Halifax [seasonal], Montréal-Trudeau, Toronto-Pearson
- Air Century | Varadero
- Air Europa | Madrid
- Air Transat | Calgary [sezonowo], Montréal-Trudeau, Québec City, Toronto-Pearson [sezonowo], Vancouver
- Air Transat obsługiwany przez Westjet | Fredericton [sezonowo]
- Air Turks and Caicos | Grand Turk [sezonowo], Providenciales
- American Airlines | Miami
- American Eagle | San Juan
- Arkefly | Amsterdam
- CanJet | Fredericton, Halifax, Québec, St. John's
- Condor Airlines | Frankfurt, Monachium
- Continental Airlines | Newark
- Corsairfly | Paris-Orly
- Delta Air Lines | Atlanta, Nowy Jork-JFK [sezonowo]
- Edelweiss Air | Zurych
- EuroAtlantic Airways | Lizbona
- ExpressJet Airlines | Jacksonville, Orlando-Sandford
- Jetairfly | Bruksela
- JetBlue Airways | Nowy Jork-JFK
- Lot Polish Airlines (PPL LOT) Katowice Warszawa (Czarter dla biura Rainbow)
- Martinair Holland | Amsterdam, Bruksela
- Monarch Airlines | London-Gatwick, Manchester, Newcastle, Newquay
- PAWA Dominicana | San Juan
- Primera Air | Dublin
- Servicios Aereos Profesionales | Barbados, Beef Island, Holguin, St. Croix [czarterowe], Hawana, Nassau
- Skyservice | Aguadilla [czarter], Calgary, Edmonton, Halifax, Kitchener, Moncton, Montréal-Trudeau, Ottawa, Regina [sezonowo], St. John's, Saskatoon [sezonowo], Toronto-Pearson, Vancouver, Winnipeg
- Sunwing Airlines | Londyn (ON), Moncton, Montréal-Trudeau, Ottawa, Québec, Greater Sudbury, Toronto-Pearson, St. John's
- TAME | Quito, Guayaquil
- Thomas Cook Airlines Scandinavia |Sztokholm-Arlanda
- Thomas Cook Airlines | Belfast-International, Glasgow-International, London-Gatwick, Manchester (UK)
- Thomson Airways | Birmingham (UK), Glasgow-International, London-Gatwick, Manchester (UK)
- Travel Service | Katowice
- Vacation Express | Orlando-Sanford
- WestJet | Toronto-Pearson [sezonowo]